# Cristian Bertani
Cristian Bertani (Legnano, 14 marzo 1981) è un calciatore italiano, attaccante del Briga.

## Carriera
Inizia la sua vita calcistica nei pulcini di una squadra vicino alla sua Legnano, a San Giorgio su Legnano ne La Pergola, allenato da Luigi Marini.
Cresciuto nel Como, nella stagione 1998-1999 esordisce in prima squadra in Serie C1 ed in due anni colleziona 32 presenze e 3 gol in campionato.
Nell'estate 2000 viene ceduto al Venezia in Serie B, dove gioca 3 partite prima di essere ceduto in prestito al Savoia in Serie C1 nel gennaio 2001 (7 presenze).
Nella stagione 2001-2002 passa in prestito alla Carrarese, con la cui maglia gioca 26 partite segnando 4 gol in Serie C1.
Nell'estate 2002 rientra al Venezia, dove viene poco utilizzato, e nel gennaio 2003 viene ceduto in prestito al Südtirol-Alto Adige in Serie C2 (13 presenze e 7 gol).
Nella stagione 2003-2004 fa ritorno al Como, all'epoca militante in Serie B che nel gennaio 2004 lo cede in prestito in Serie C1 al Varese (17 presenze e un gol) e nella stagione 2004-2005 al Grosseto (26 presenze).
Dal 2005 al 2008 gioca nell'Ivrea, dove realizza 83 presenze con 39 gol diventando anche capocannoniere della Serie C2 2007-2008 con 23 gol.
Le sue prestazioni attirano l'attenzione del Novara, che lo acquista nel mercato estivo 2008. In due stagioni nella squadra piemontese Bertani gioca 62 partite segnando 21 gol, contribuendo alla promozione in Serie B nella stagione 2009-2010. Nel campionato di Serie B 2010-2011 Bertani gioca 33 partite realizzando 17 gol, ottenendo il terzo posto nella classifica marcatori del campionato.
Nell'estate 2011 viene acquistato dalla Sampdoria, appena retrocessa in Serie B.

### Vicenda calcioscommesse
Nel maggio 2012 Bertani è coinvolto nello scandalo del calcioscommesse: il 28 maggio viene arrestato su richiesta della Procura di Cremona per associazione a delinquere finalizzata alla truffa; dopo 17 giorni di carcere gli vengono infine concessi gli arresti domiciliari. A seguito di queste vicenda, Bertani e la Sampdoria hanno concordato l'autosospensione del calciatore dalla rosa della squadra; successivamente ha subito la rescissione del contratto.
Dal punto di vista sportivo, il 26 luglio 2012 viene deferito dal procuratore federale Stefano Palazzi per illecito sportivo nell'ambito del cosiddetto filone "Cremona-ter" per la partita Novara-Siena del 1º maggio 2011. Nell'udienza del 1º agosto Palazzi richiede per Bertani una squalifica pari a 3 anni e 6 mesi:, il 10 agosto in primo grado e il 22 agosto in secondo grado la Commissione disciplinare gli conferma la squalifica. Nel maggio 2013, infine, il Tribunale Nazionale d'Arbitrato per lo Sport ha ridotto la squalifica di Bertani a 3 anni; la squalifica decorre dalla data della prima decisione della Commissione disciplinare (10 agosto 2012). In seguito Bertani è stato squalificato per un ulteriore anno per illeciti commessi in occasione di altre due gare: Chievo-Novara del 30 novembre 2010 e Novara-Ascoli del 2 aprile 2011. Infine, ha ricevuto un'ulteriore squalifica di 30 giorni per aver criticato in un'intervista il procuratore Palazzi, portando così il totale della squalifica a quattro anni e 30 giorni, con termine per il 10 settembre 2016.
Dal punto di vista penale, invece, la procura di Cremona ha terminato le indagini il 9 febbraio 2015, formulando per Bertani e altri indagati le accuse di associazione a delinquere e frode sportiva. Il pentito Hristiyan Ilievski, capo della banda degli zingari che combinava le partite, nell'interrogatorio del 28 aprile seguente ha indicato, tra gli altri, il nome di Bertani come persona utilizzata dalla banda per le combine. La prima udienza del processo si è quindi tenuta nel febbraio 2016.
Fin dall'inizio delle vicende, Bertani si è sempre dichiarato innocente, accusando il concittadino ed ex compagno di squadra Carlo Gervasoni di averlo coinvolto ingiustamente.

### Ritorno al calcio
Il 17 giugno 2016, in attesa del termine della squalifica, firma con il Gozzano, squadra piemontese di Serie D. Il 12 luglio lascia però il club del novarese e torna al Como dopo tredici anni. Il 14 settembre 2016, al termine della squalifica e dopo quattro anni e cinque mesi dalla sua ultima partita, è tornato quindi in campo nella partita Como-Livorno, quarta giornata della Lega Pro 2016-2017, mentre il 7 novembre è ritornato al gol, segnando il momentaneo vantaggio del Como contro il Piacenza.
Dopo essere rimasto svincolato al termine della stagione a causa dell'esclusione del club lariano dai campionati professionistici, il 4 luglio 2017 viene tesserato dal Lecco.
Sull'altro ramo del Lario, Bertani colleziona 17 presenze, andando in rete in 12 occasioni che però non sono sufficienti per i blu-celesti a raggiungere i playoff (obiettivo prefissato dalla società all'inizio della stagione agonistica).
Il 24 luglio 2018 viene acquistato dalla Pro Sesto.

## Statistiche

### Presenze e reti nei club
Statistiche aggiornate al 7 dicembre 2016.
| Stagione        | Squadra             | Campionato      | Campionato | Campionato | Coppe nazionali | Coppe nazionali | Coppe nazionali | Coppe continentali | Coppe continentali | Coppe continentali | Altre coppe | Altre coppe | Altre coppe | Totale | Totale |
| Stagione        | Squadra             | Comp            | Pres       | Reti       | Comp            | Pres            | Reti            | Comp               | Pres               | Reti               | Comp        | Pres        | Reti        | Pres   | Reti   |
| --------------- | ------------------- | --------------- | ---------- | ---------- | --------------- | --------------- | --------------- | ------------------ | ------------------ | ------------------ | ----------- | ----------- | ----------- | ------ | ------ |
| 1998-1999       | Como                | C1              | 9+2        | 1          | CI-C            | 0               | 0               | -                  | -                  | -                  | -           | -           | -           | 11     | 1      |
| 1999-2000       | Como                | C1              | 23         | 2          | CI+CI-C         | 3+0             | 0               | -                  | -                  | -                  | -           | -           | -           | 26     | 2      |
| 2000-gen. 2001  | Venezia             | B               | 3          | 0          | CI              | 2               | 0               | -                  | -                  | -                  | -           | -           | -           | 5      | 0      |
| gen.-giu. 2001  | Savoia              | C1              | 7          | 0          | CI+CI-C         | -               | -               | -                  | -                  | -                  | -           | -           | -           | 7      | 0      |
| 2001-2002       | Carrarese           | C1              | 26+2       | 4          | CI-C            | 3               | 1               | -                  | -                  | -                  | -           | -           | -           | 31     | 5      |
| 2002-gen. 2003  | Venezia             | B               | 4          | 0          | CI              | 3               | 1               | -                  | -                  | -                  | -           | -           | -           | 7      | 1      |
| Totale Venezia  | Totale Venezia      | Totale Venezia  | 7          | 0          |                 | 5               | 1               |                    | -                  | -                  |             | -           | -           | 12     | 1      |
| gen.-giu. 2003  | Südtirol-Alto Adige | C2              | 13+4       | 7          | CI-C            | -               | -               | -                  | -                  | -                  | -           | -           | -           | 17     | 7      |
| 2003-gen. 2004  | Como                | B               | 2          | 0          | CI              | 0               | 0               | -                  | -                  | -                  | -           | -           | -           | 2      | 0      |
| gen.-giu. 2004  | Varese              | C1              | 17+2       | 1+1        | CI-C            | -               | -               | -                  | -                  | -                  | -           | -           | -           | 19     | 2      |
| 2004-2005       | Grosseto            | C1              | 26+1       | 0          | CI-C            | -               | -               | -                  | -                  | -                  | -           | -           | -           | 27     | 0      |
| ago. 2005       | Grosseto            | C1              | 0          | 0          | CI+CI-C         | 1+0             | 1               | -                  | -                  | -                  | -           | -           | -           | 1      | 1      |
| Totale Grosseto | Totale Grosseto     | Totale Grosseto | 26+1       | 0          |                 | 1               | 1               |                    | -                  | -                  |             | -           | -           | 28     | 1      |
| ago. 2005-2006  | Ivrea               | C2              | 29+3       | 6+3        | CI-C            | 0               | 0               | -                  | -                  | -                  | -           | -           | -           | 32     | 9      |
| 2006-2007       | Ivrea               | C1              | 23+1       | 7          | CI+CI-C         | 1+1             | 0               | -                  | -                  | -                  | -           | -           | -           | 26     | 7      |
| 2007-2008       | Ivrea               | C2              | 31         | 23         | CI-C            | 1               | 0               | -                  | -                  | -                  | -           | -           | -           | 32     | 23     |
| Totale Ivrea    | Totale Ivrea        | Totale Ivrea    | 83+4       | 36+3       |                 | 3               | 0               |                    | -                  | -                  |             | -           | -           | 90     | 39     |
| 2008-2009       | Novara              | 1D              | 30         | 10         | CI+CI-LP        | 0+2             | 0               | -                  | -                  | -                  | -           | -           | -           | 32     | 10     |
| 2009-2010       | Novara              | 1D              | 32         | 11         | CI+CI-LP        | 5+0             | 2               | -                  | -                  | -                  | SL-PD       | 2           | 1           | 39     | 14     |
| 2010-2011       | Novara              | B               | 35+3       | 17+1       | CI              | 1               | 0               | -                  | -                  | -                  | -           | -           | -           | 39     | 18     |
| Totale Novara   | Totale Novara       | Totale Novara   | 97+3       | 38+1       |                 | 8               | 2               |                    | -                  | -                  |             | 2           | 1           | 110    | 42     |
| 2011-2012       | Sampdoria           | B               | 30         | 6          | CI              | 2               | 0               | -                  | -                  | -                  | -           | -           | -           | 32     | 6      |
| 2016-2017       | Como                | LP              | 33         | 4          | CI+CI-LP        | 0+2             | 0+0             | -                  | -                  | -                  | -           | -           | -           | 35     | 4      |
| Totale Como     | Totale Como         | Totale Como     | 66+2       | 7          |                 | 5               | 0               |                    | -                  | -                  |             | -           | -           | 73     | 7      |
| Totale carriera | Totale carriera     | Totale carriera | 372+18     | 99+5       |                 | 27              | 5               |                    | -                  | -                  |             | 2           | 1           | 419    | 110    |

## Palmarès
- Lega Pro Prima Divisione: 1

Novara: 2009-2010
- Supercoppa di Lega di Prima Divisione: 1

Novara: 2010
- Solbialito di Solbiate Olona: 1

Falco VIII: SOLBIATE CUP 2014